# SchUM-Stätten von Speyer, Worms und Mainz
Die SchUM-Stätten von Speyer, Worms und Mainz sind Bestandteil der Liste des UNESCO-Welterbes und umfassen jüdisches Kulturerbe der SchUM-Städte Speyer, Worms und Mainz. Die Gebäude und zwei Friedhöfe aus der Zeit zwischen dem 11. und 14. Jahrhundert gehören seit 2021 zum UNESCO-Welterbe. Sie dienten als Vorbilder für spätere jüdische Gemeinde- und Sakralbauten sowie Friedhöfe in Aschkenas. Die Orte gelten „als Wiege der aschkenasischen jüdischen Lebenstradition“. Das Akronym „SchUM“ steht für die Initialen der hebräischen Namen der drei Städte (Schin (Sch ש) für Schpira (Speyer), Waw (U ו) für Warmaisa (Worms) und Mem (M מ) für Magenza (Mainz)).
Der Heilige Sand in Worms gilt als ältester in situ erhaltener jüdischer Friedhof in Europa, die Speyrer Mikwe ist das älteste erhaltene rituelle Tauchbad in Mitteleuropa und die Wormser Frauenschul ist die erste überhaupt überlieferte Frauensynagoge. Wiederaufbau und Sicherungsmaßnahmen im 20. Jahrhundert haben die historische Bedeutung der Denkmale bewahrt.

## Geschichte
Jüdische Gemeinden sind im 10. Jahrhundert am Oberrhein nachgewiesen. Die jüdischen Gemeinden der SchUM-Städte bildeten einen einzigartigen Gemeindeverbund, der auf gemeinsamen Rechtsetzungen beruhte. Diese wurden um 1220 erlassen und sind als Taqqanot Qehillot Šum bekannt. Die Grundlagen des aschkenasischen Judentums wurden zwischen dem 10. und 13. Jahrhundert gelegt. Gelehrte der drei Städte spielten dabei eine herausragende Rolle. Ihre Rechtsordnungen spiegeln sich im Welterbe durch die Architektur und die damit verbundene kulturelle Entwicklung anschaulich wider. Die Gemeindezentren und Friedhöfe haben die aschkenasische Kultur nachhaltig geprägt und sind direkt und greifbar mit den kreativen Leistungen der frühen Gelehrten der Gemeinden verbunden.
Die einzelnen Objekte sind nach dem rheinland-pfälzischen Denkmalschutzgesetz (gemäß § 8 DSchG) geschützt. Nach dem Jahr 2004 gab es Bestrebungen das materielle Erbe der SchUM-Städte auf die Liste des UNESCO-Welterbes setzen zu lassen. Die Idee einer gemeinsamen Bewerbung mit Erfurt wurde später nicht weiter verfolgt. Am 27. Juli 2021 erhielten die SchUM-Stätten von der UNESCO den Status der 50. Welterbestätte in Deutschland. Antrag und Bewilligung beinhalten einen Managementplan.

## Speyer

### Judenhof
Der Judenhof Speyer () umfasst eine Fläche von 2000 m² und hat eine Pufferzone von 4,67 Hektar (ha). Er besteht aus den Resten von Synagoge und Frauenschul (Frauensynagoge), Synagogenhof und Jeschiwa sowie der unterirdisch intakten Mikwe. Diese wurde wie die Synagoge um 1100 erbaut und hat ihre hohe architektonische und bauliche Qualität bewahrt. Die Einrichtungen wurden nach 1534 nicht mehr genutzt und spätestens 1689 im Pfälzischen Erbfolgekrieg zerstört. Nach umfangreichen Grabungen wurde das Gelände umgestaltet.

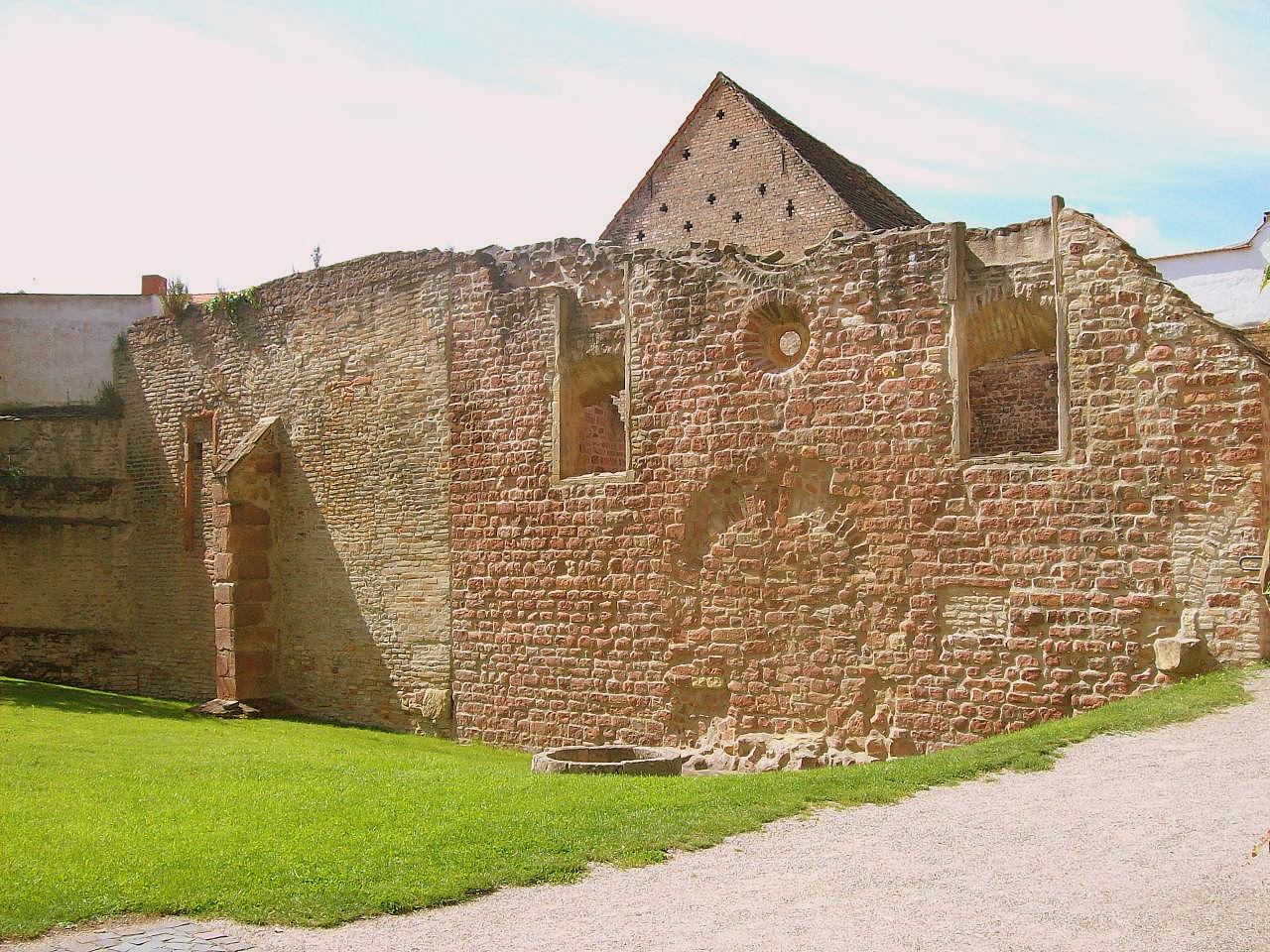
Außenwand des Judenhofs
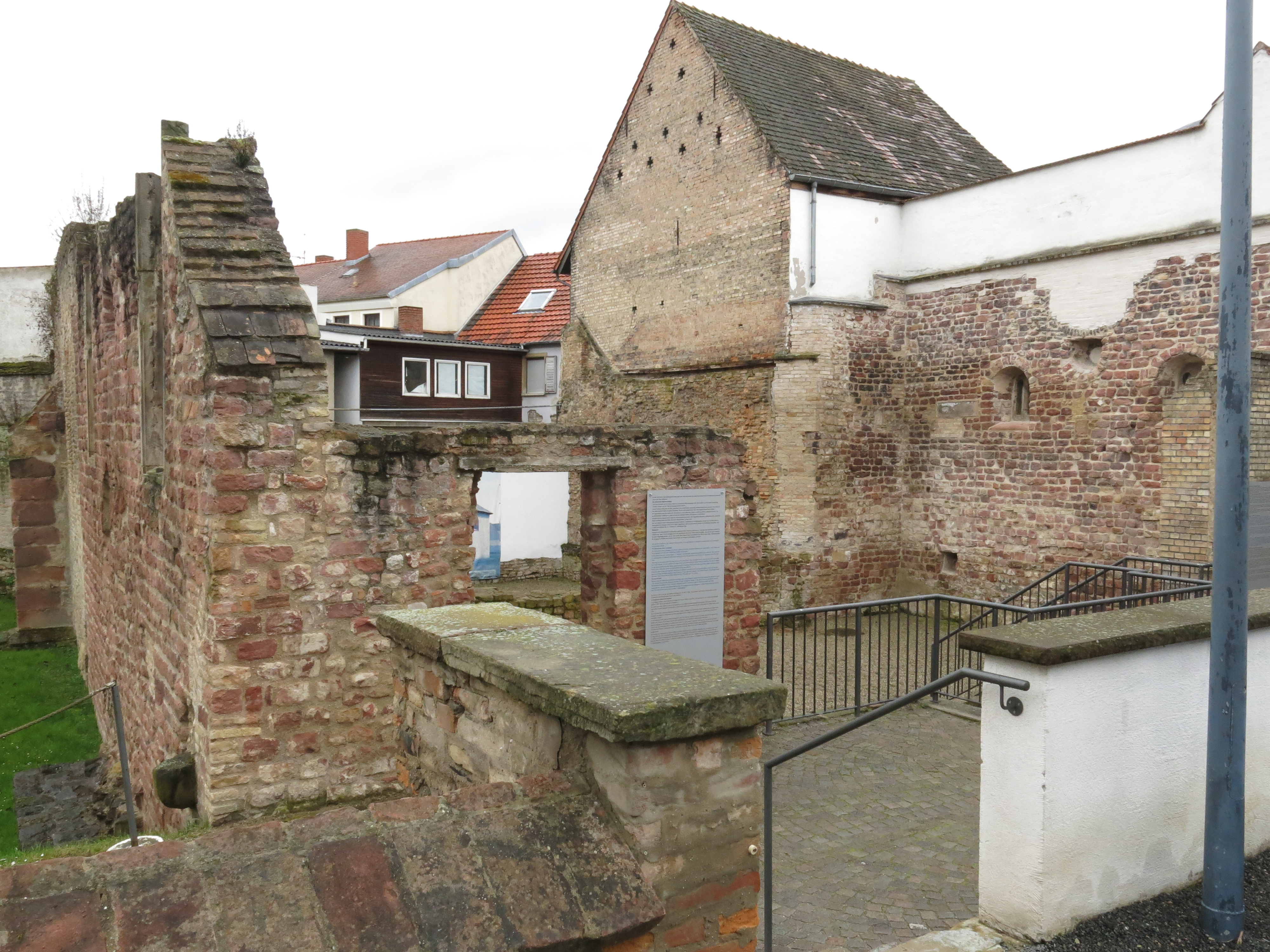
Überreste von Synagoge und Frauenschul im Hintergrund
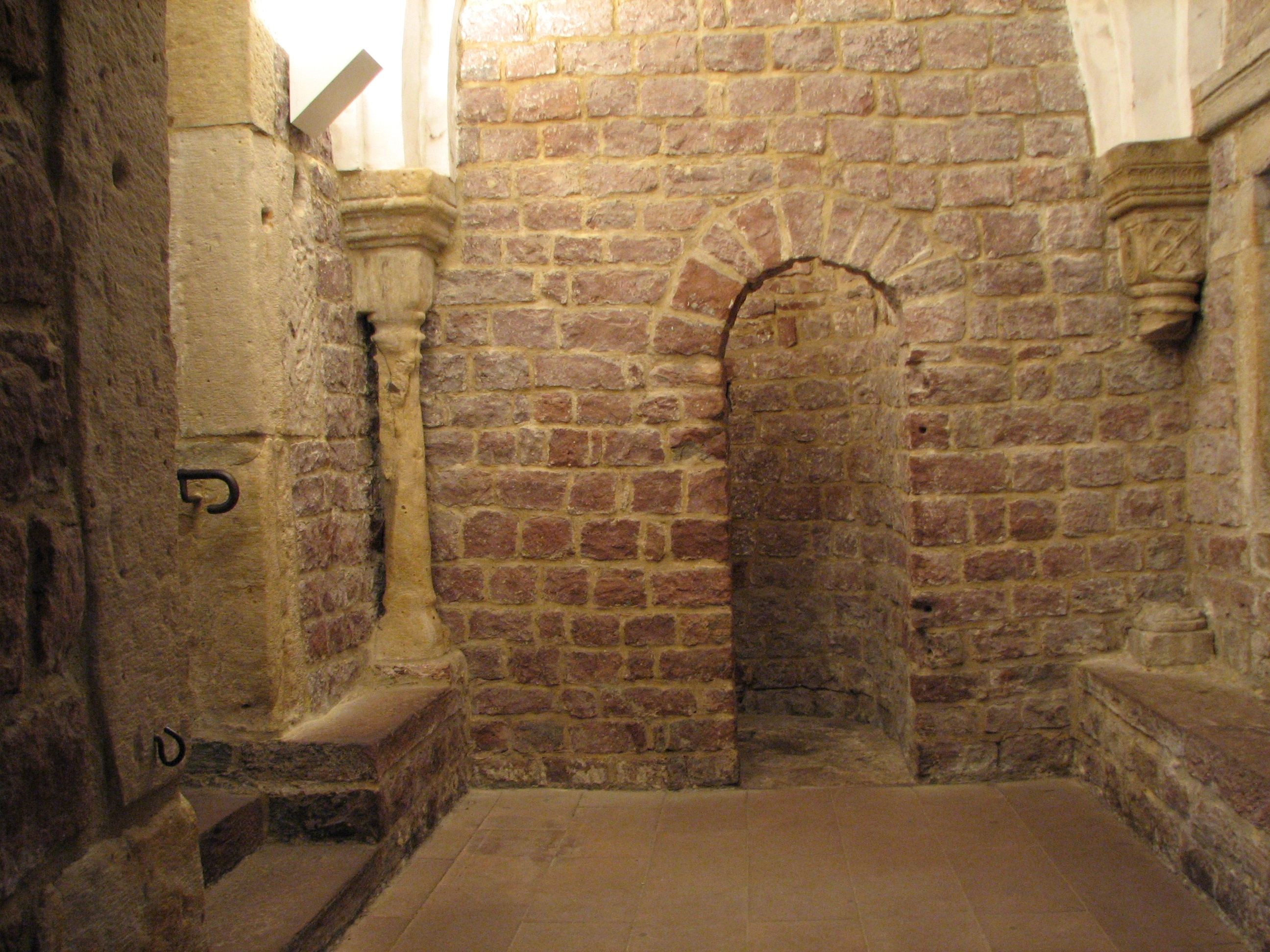
Umkleideraum der Mikwe
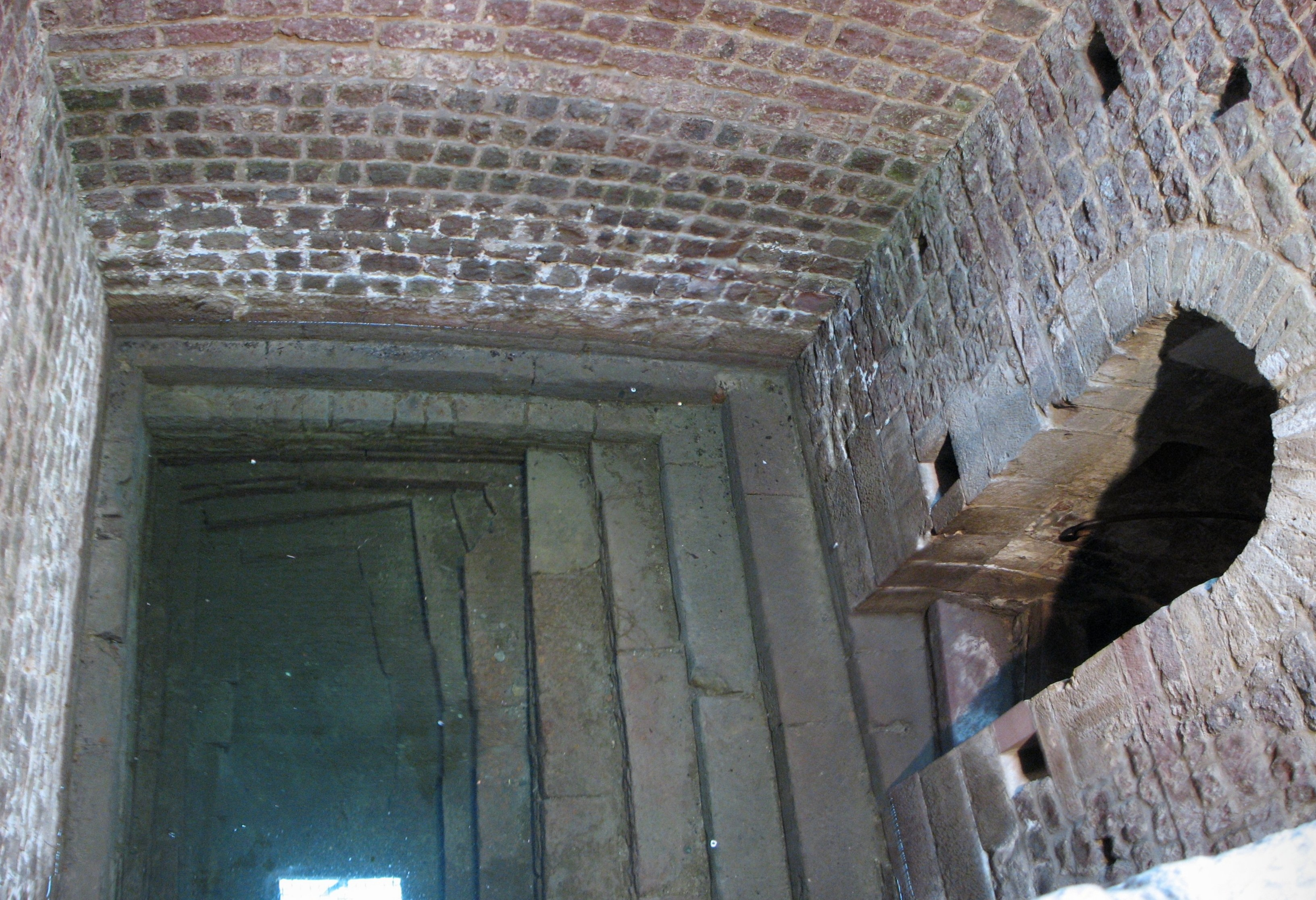
Becken des Tauchbads

### Sonstige Sehenswürdigkeiten

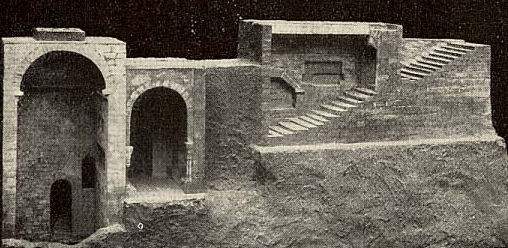
Modell der Speyerer Mikwe (Museum SchPIRA)

Dem Judenhof ist in Speyer das Museum SchPIRA vorgelagert. Es wurde am 9. November 2010 eröffnet und zeigt unter anderem Grabsteine aus dem 14. Jahrhundert. Der mittelalterliche Friedhof in Altspeyer (Spira) wurde 1349 geplündert und später beseitigt.
- Synagoge Beith-Schalom, von 2011
- Speyerer Dom, Welterbe seit 1981

## Worms

### Synagogenbezirk
Der Synagogenbezirk von Worms () umfasst eine Fläche von 2700 m² und hat eine Pufferzone von 3,36 Hektar. Das städtebauliche Ensemble mit Stadtmauerresten, Toren und die Wiederbebauung der Judengasse auf teilweise historischen Kellergewölben ist einzigartig, aber nicht relevant für die Auszeichnung als Welterbe. Dieses schließt sich südlich am Synagogenplatz an, als weiteres Ensemble mit der Nachkriegsrekonstruktion von Synagoge und Frauenschul sowie der Mikwe. Der Bezirk zeugt von jüdischer und nichtjüdischer Geschichte über Jahrhunderte.
Die erste nachgewiesenen Synagoge erhielt 1034 ihre Weihe. Durch die Pogrome von 1096 schwer beschädigt, wurde sie 1174/75 durch einen Neubau ersetzt. Die erste überhaupt überlieferte Frauenschul wurde 1212/1213 angefügt. Nach Pogromen seit 1349 und antijüdischen Ausschreitungen 1615 wurde sie wiederaufgebaut, im Innenraum verändert und zuletzt erweitert. Dazu gehörten ein Vorbau mit Judenratsstube und Vorhalle zur Frauenschul sowie die halbkreisförmige Raschi-Jeschiwa. Raschi (gest. 1105) hat dort jedoch nie gelehrt. Ein weiterer Wiederaufbau erfolgte nach den Zerstörungen des Erbfolgekriegs. Die Brandruine des Novemberpogroms 1938 wurde 1939 gesprengt. Mit geretteten Bauteilen und der Stifterinschrift von 1034 wurde das Bauwerk nach der Shoah wiedererrichtet. Die feierliche Eröffnung erfolgte am 3. Dezember 1961 – am Vorabend des Lichterfests Chanukka. Eine neue jüdische Gemeinde fand sich Ende der 1990er Jahre ein.
Die monumentale Mikwe wurde nach Speyerer Vorbild 1185/86 gestiftet. Sie ist seit November 2016 für Besucher gesperrt und soll behutsam restauriert werden. Ein weiteres Gebäude diente der Jüdischen Gemeinde Worms als Lehr-, Tanz- und Hochzeitshaus, Spital und Altenheim. Es musste 1971 abgerissen werden und wurde 1980–1982 als „Raschi-Haus“ auf dem alten Keller aus dem 12./13. Jahrhundert neu errichtet. Dieser gilt mit seinen Gewölben und einer Wand mit Ritzungen im Putz als „spektakulär“.

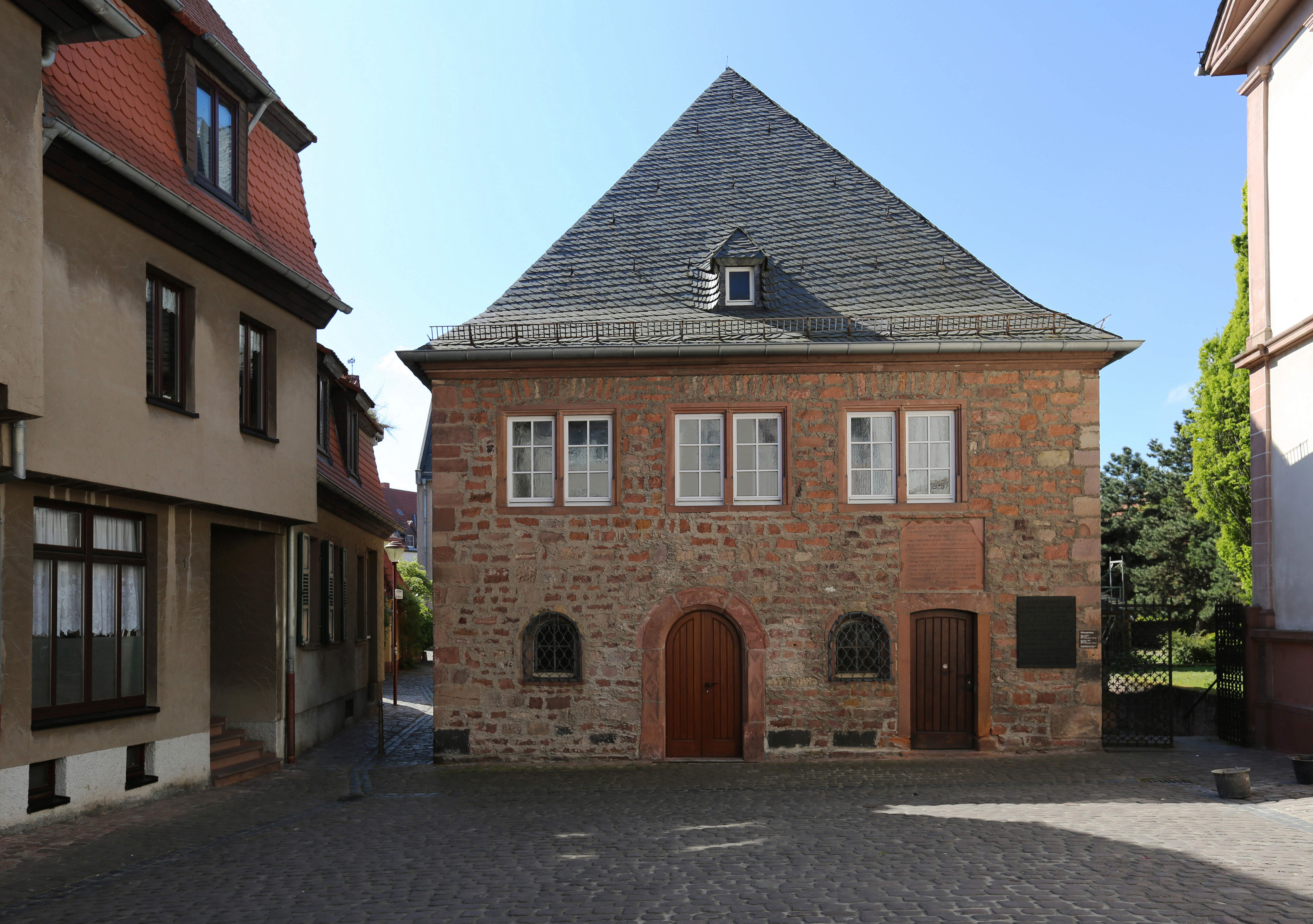
Synagoge Worms
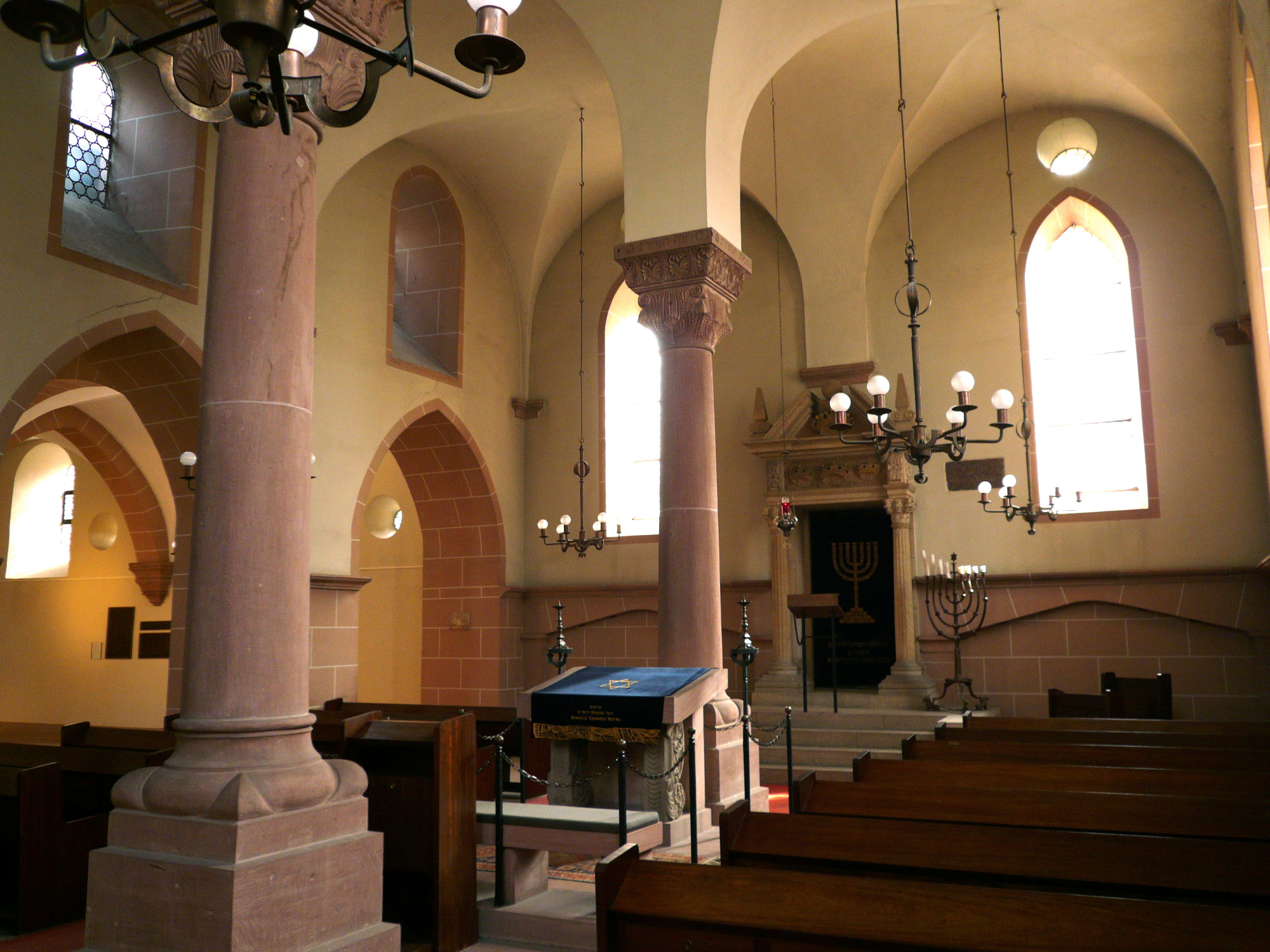
Innenansicht der Synagoge
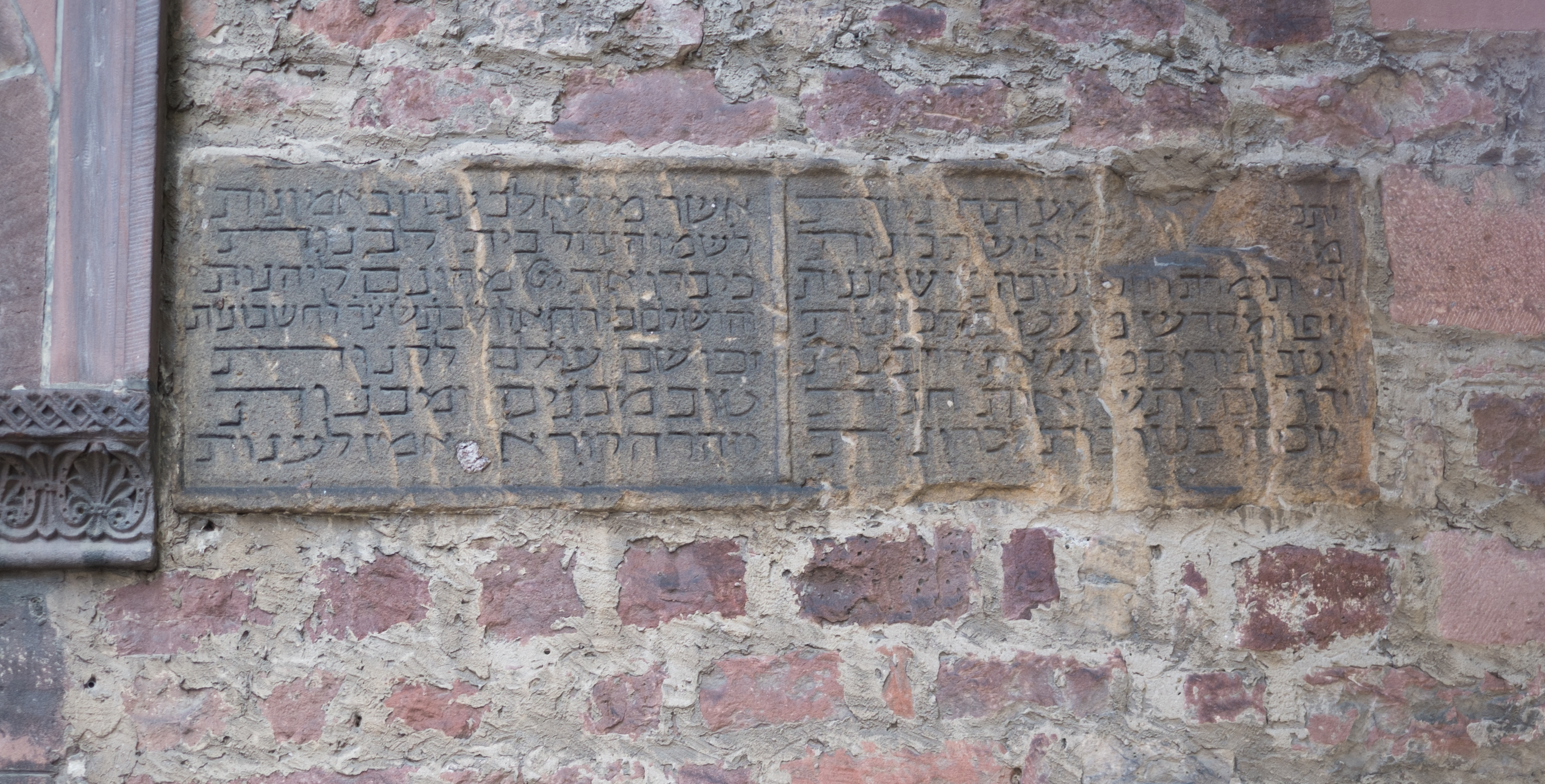
Stifterinschrift von 1034
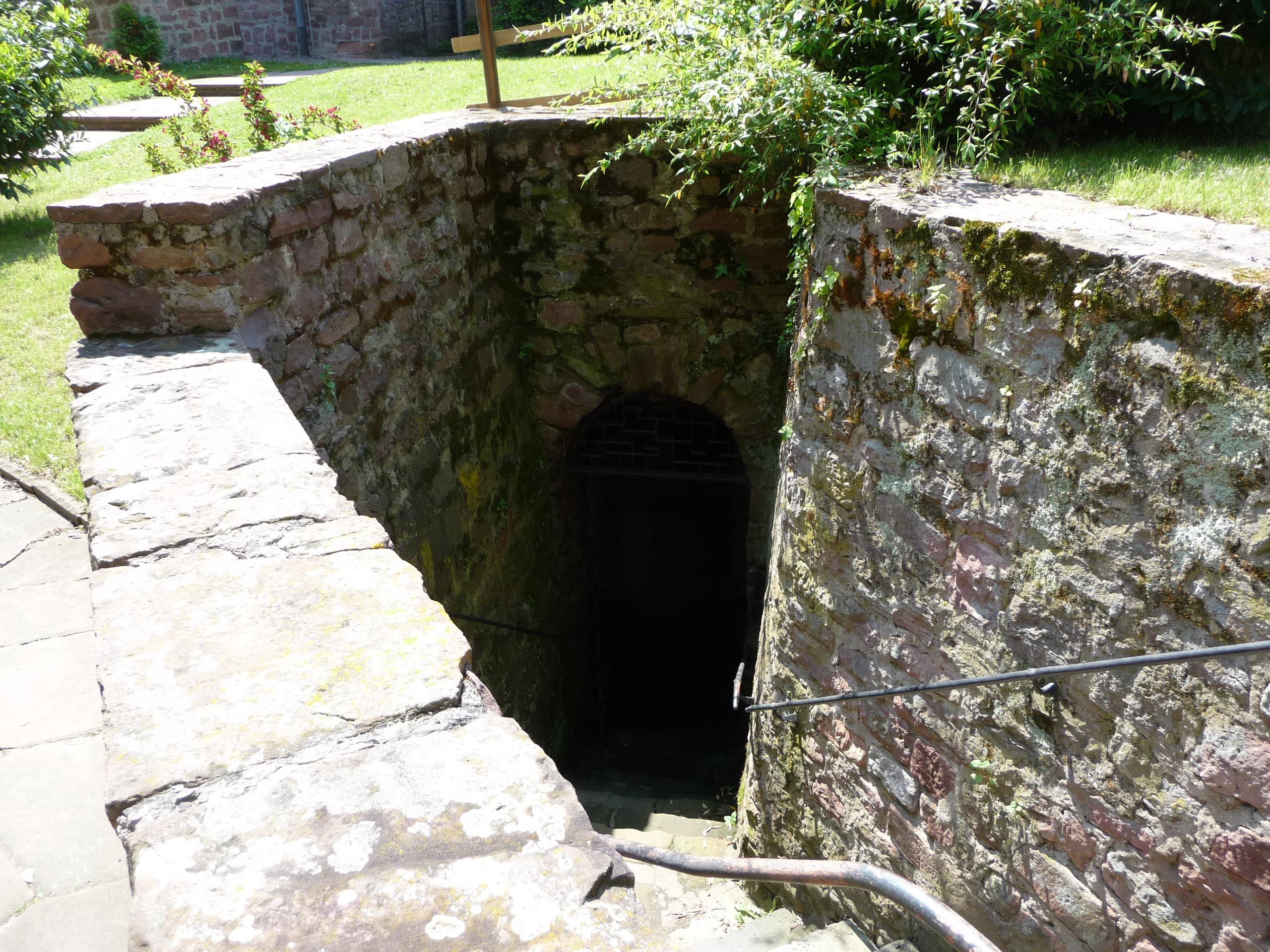
Eingang zur Mikwe
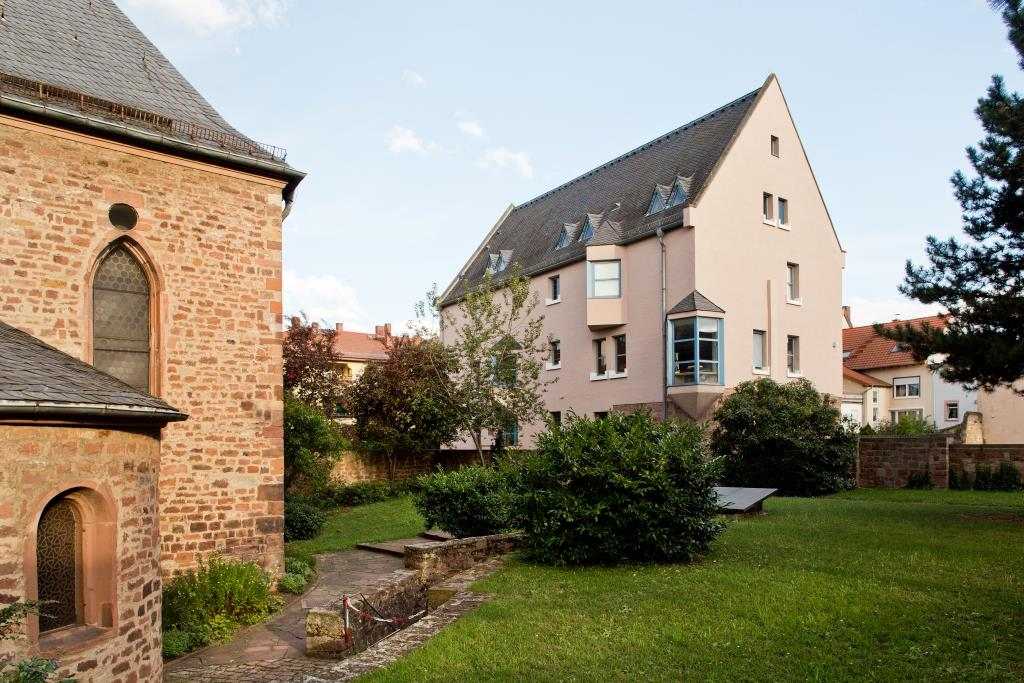
Raschi-Haus

### Alter jüdischer Friedhof
Der alte jüdische Friedhof „Heiliger Sand“ () umfasst eine Fläche von 1,93 Hektar und hat eine Pufferzone von 2,11 Hektar. Mit sichtbaren Grabsteinen (Mazewot) aus den Jahren ab 1058/1059 ist er der älteste in situ erhaltene jüdische Friedhof in Europa. Er überstand die Jahrhunderte ohne umfassende Schäden und Räumungen. Rund 2500 Steine zeugen von der Geschichte der Wormser Gemeinde, etwa die Hälfte wurde für Frauen aufgestellt. Reisen an die Gräber bedeutender Gelehrter sind seit dem 14. Jahrhundert nachgewiesen. Das Taharahaus stammt aus dem 17. Jahrhundert. Die im 19. Jahrhundert begonnene Verzeichnung der Grabsteine wird fortgeführt.

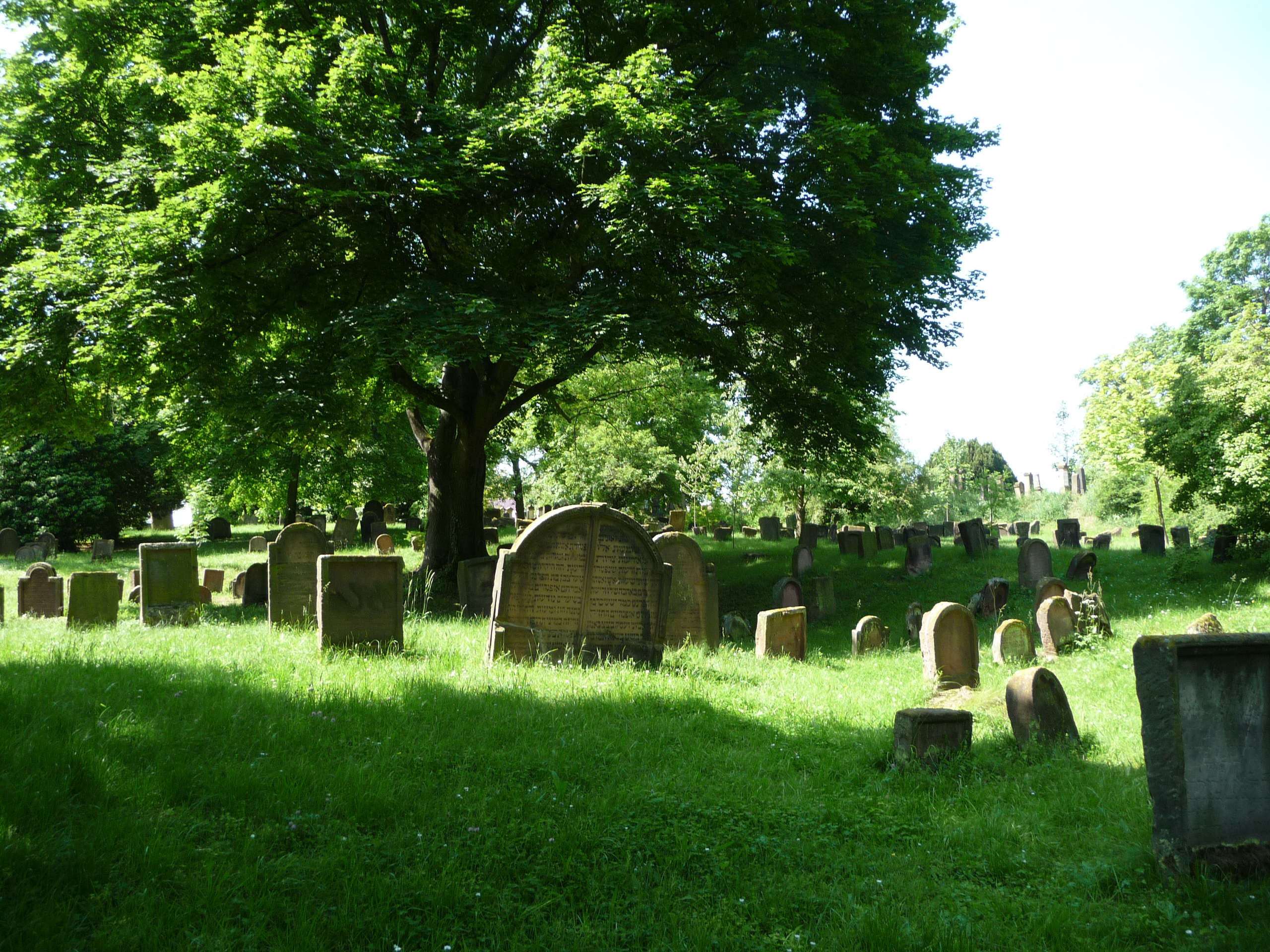
Heiliger Sand
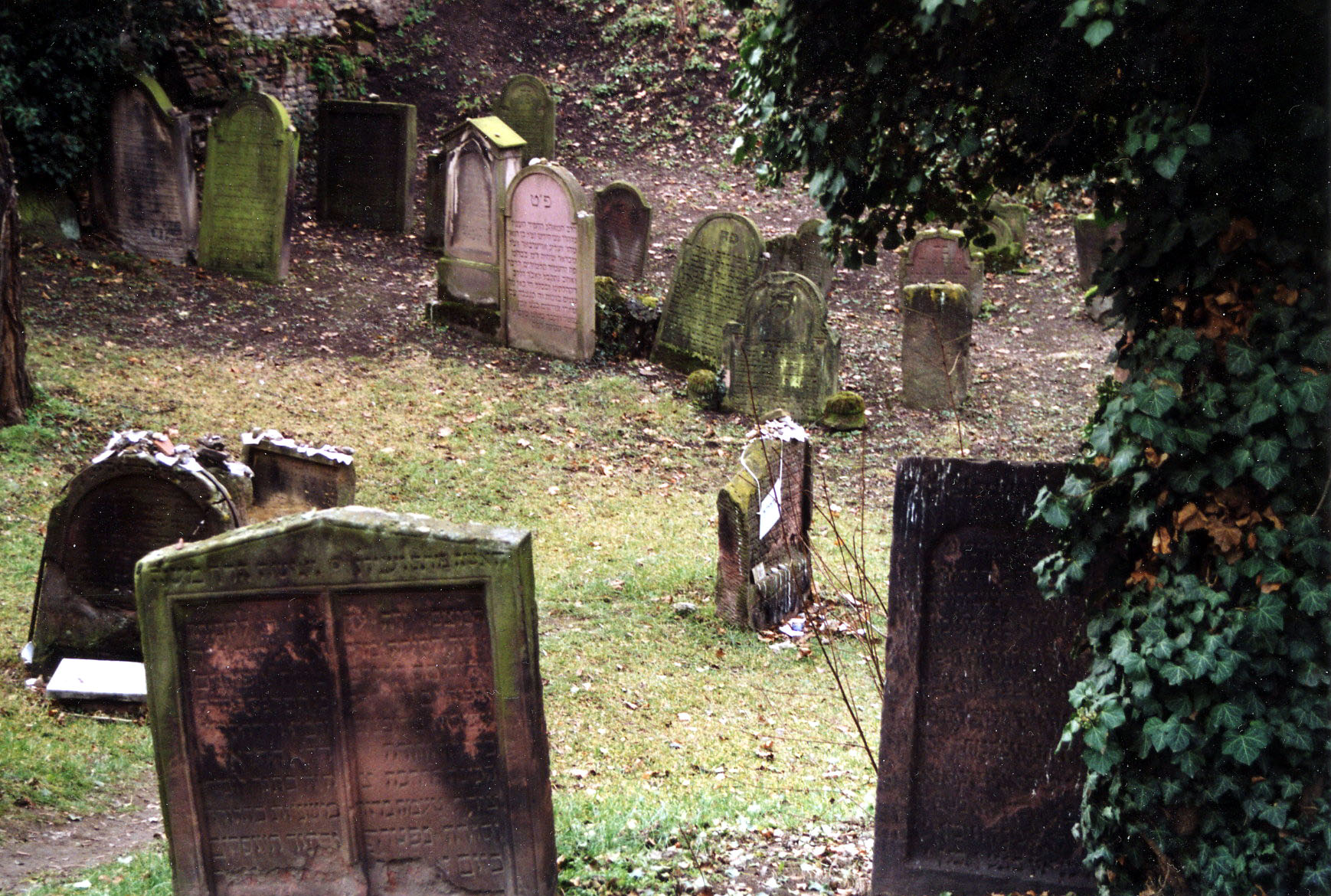
Rabbinental
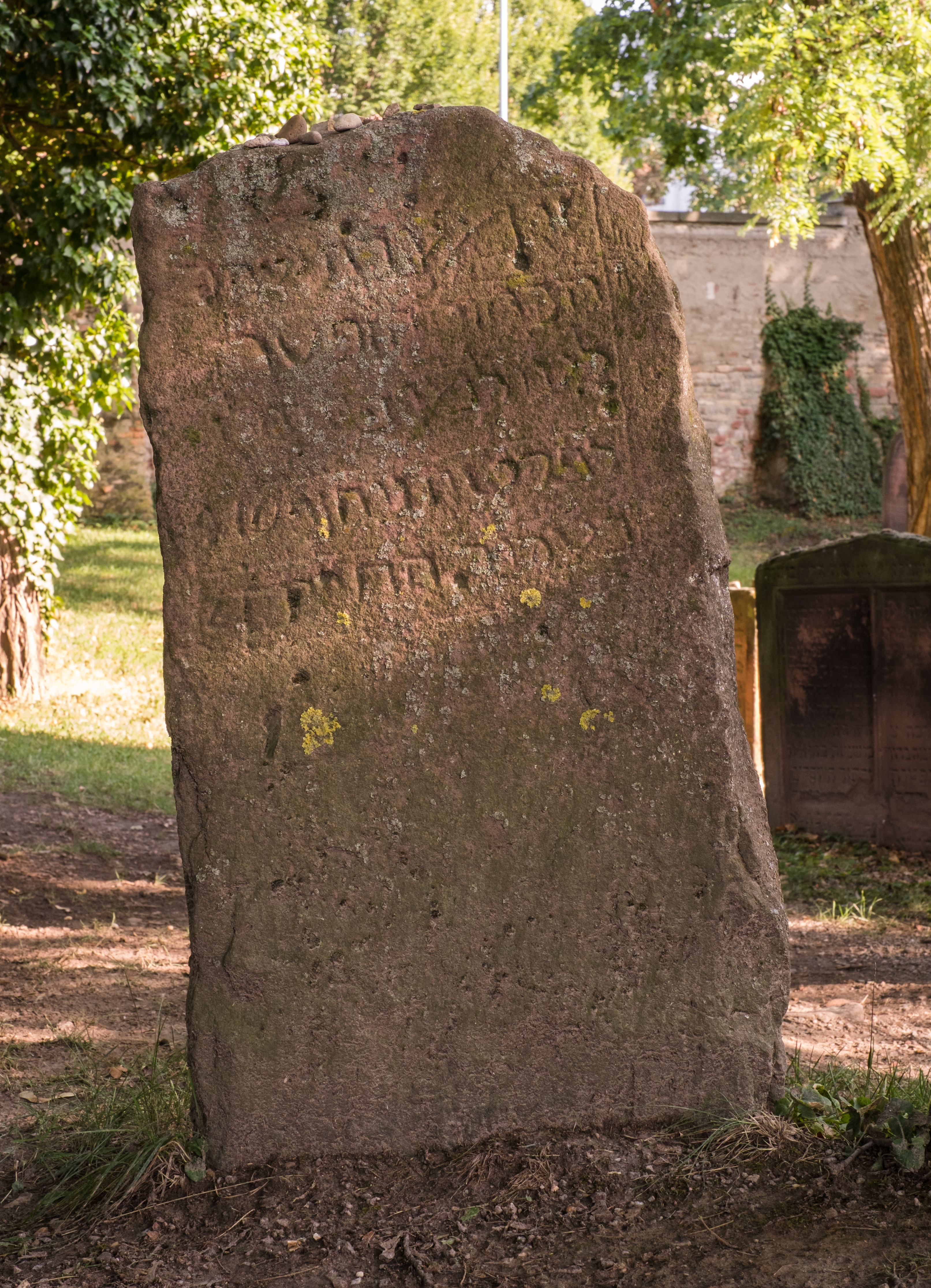
Mazewa des Jakob haBachur (1076/77)
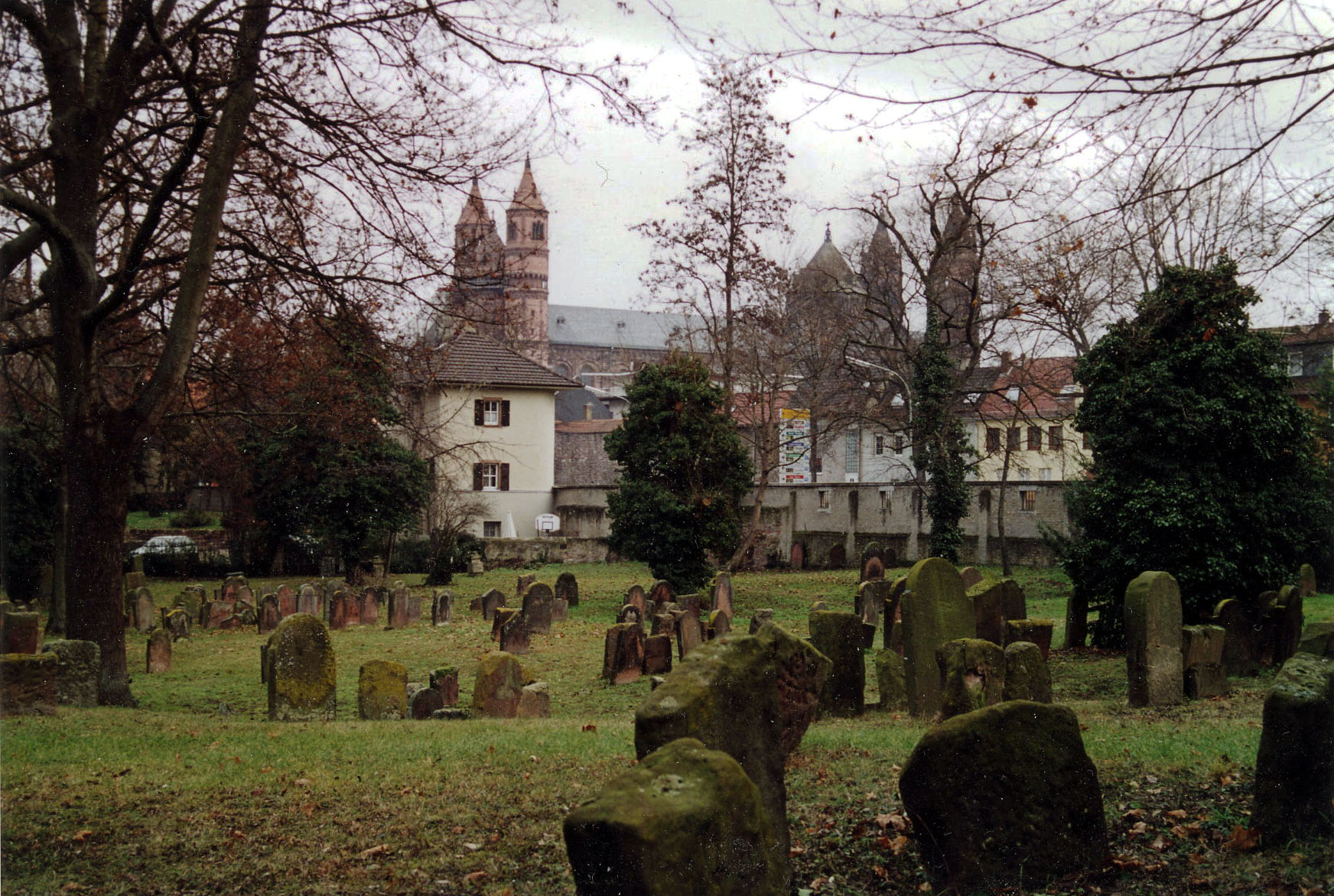
„Martin-Buber-Blick“
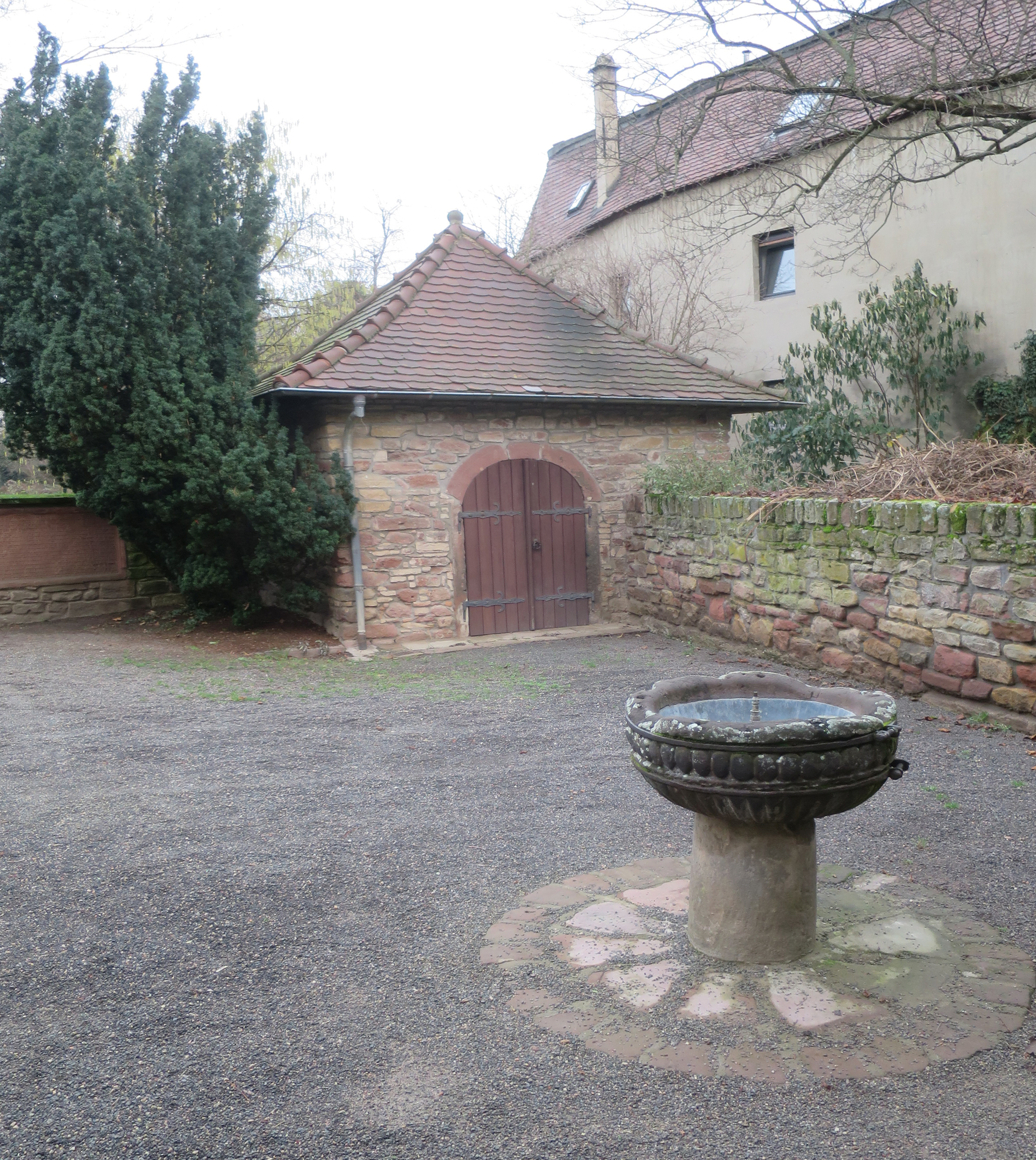
Taharahaus und Handwaschbecken

### Sonstige Sehenswürdigkeiten
Im Wormser Raschi-Haus besteht seit 1982 das Jüdische Museum der Stadt. Darüber ist das Stadtarchiv untergebracht.
- Judengasse in Worms

## Mainz

### Alter jüdischer Friedhof
Der alte jüdische Friedhof „Judensand“ () umfasst eine Fläche von 3,16 Hektar und hat eine Pufferzone von 6,29 Hektar. Er ist zum einen in großen Teilen erhalten, zum anderen kam es wiederholt zu Räumungen, Umgestaltungen und gravierenden Verlusten an Grabsteinen. Der jüngere Teil wurde bis 1888 belegt. Mehr als bedeutende 180 Grabsteine aus der Zeit vom 11. bis zum 13. Jahrhundert wurden 1926 in Form eines Denkmalfriedhofs aufgestellt. Nahezu 1800 historische Grabsteine sind erhalten. Für die zukünftige, denkmalgerechte Präsentation wurde 2020 ein nichtöffentlicher Planungswettbewerb ausgelobt.

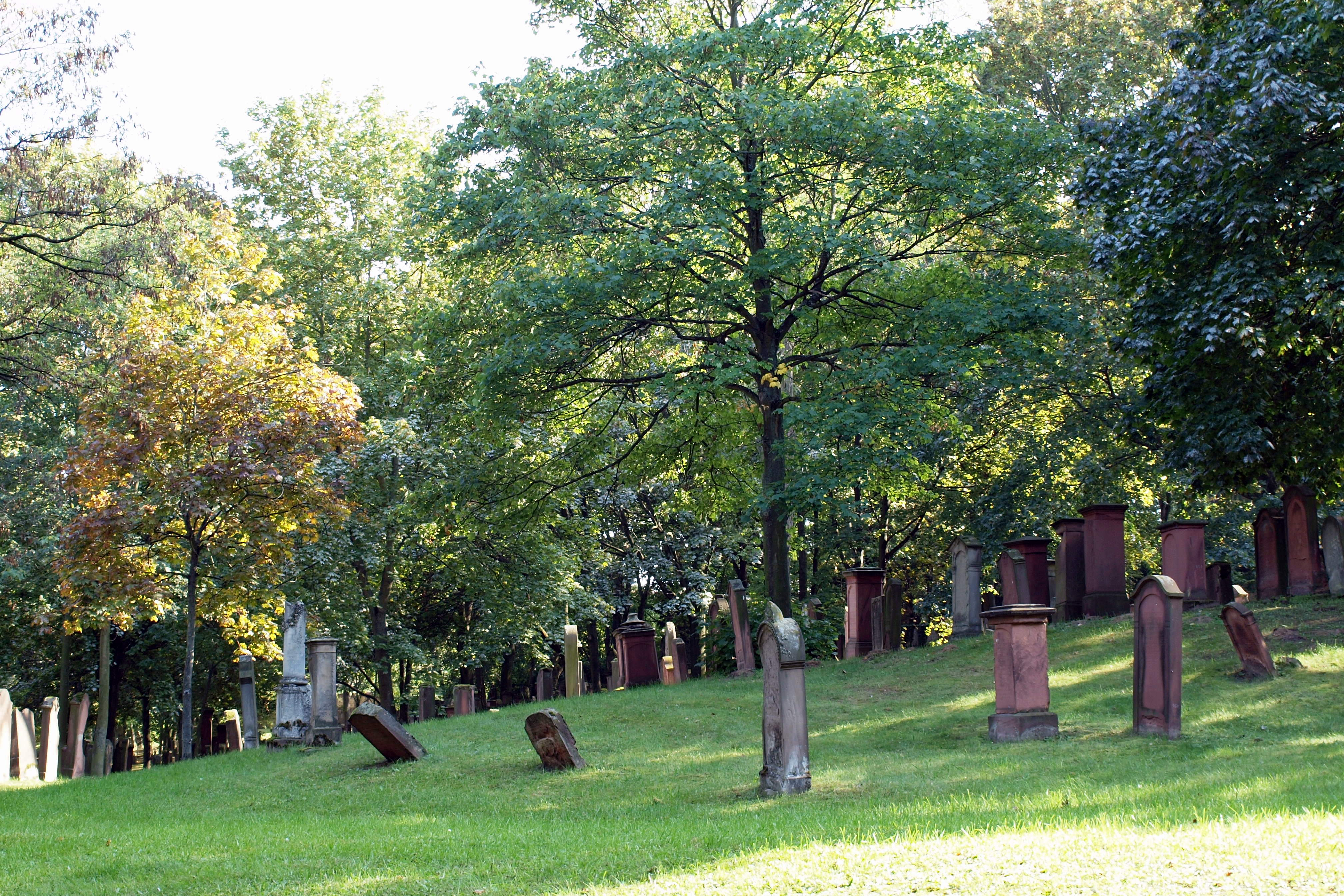
Judensand
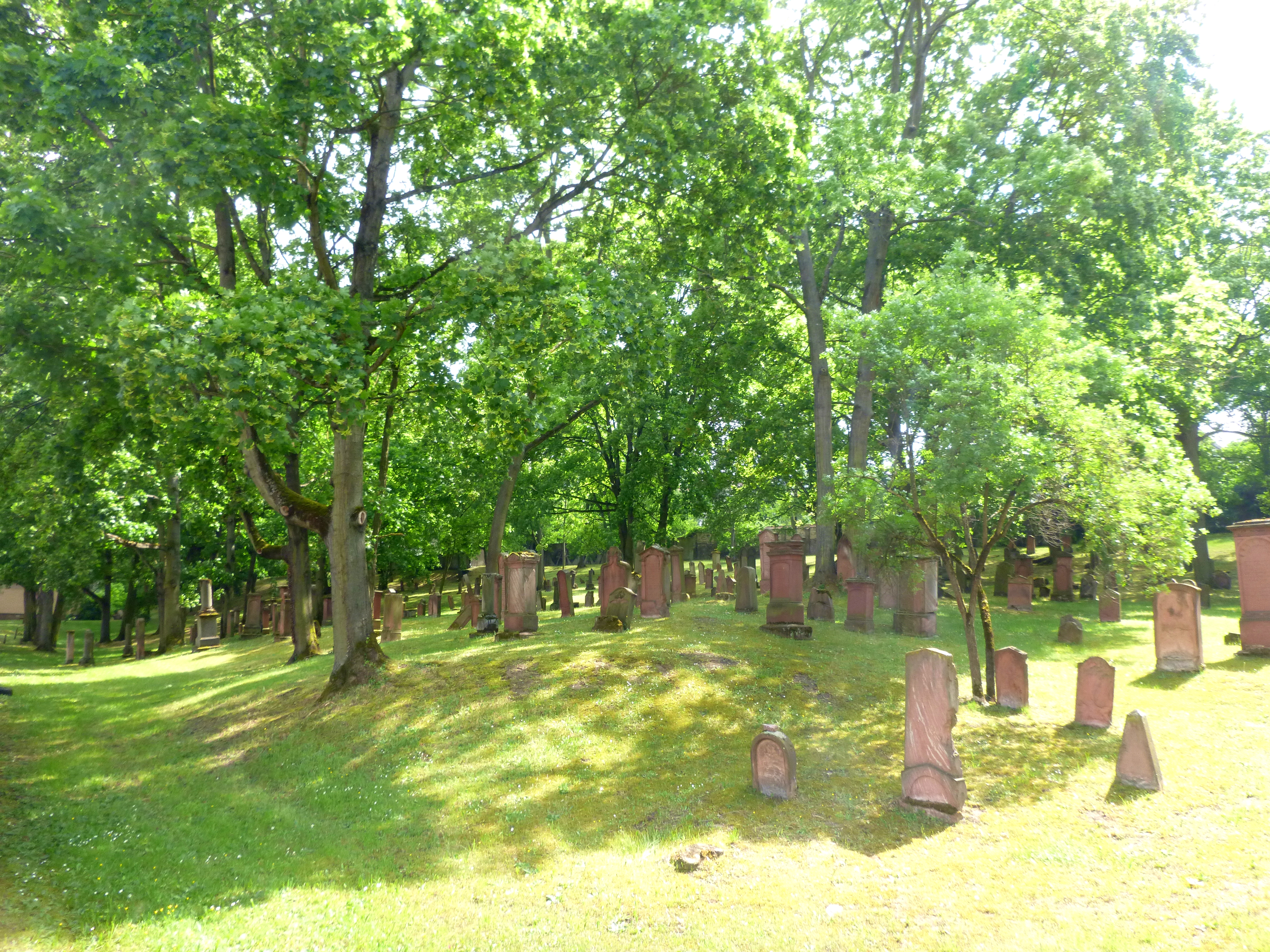
Gräberfeld
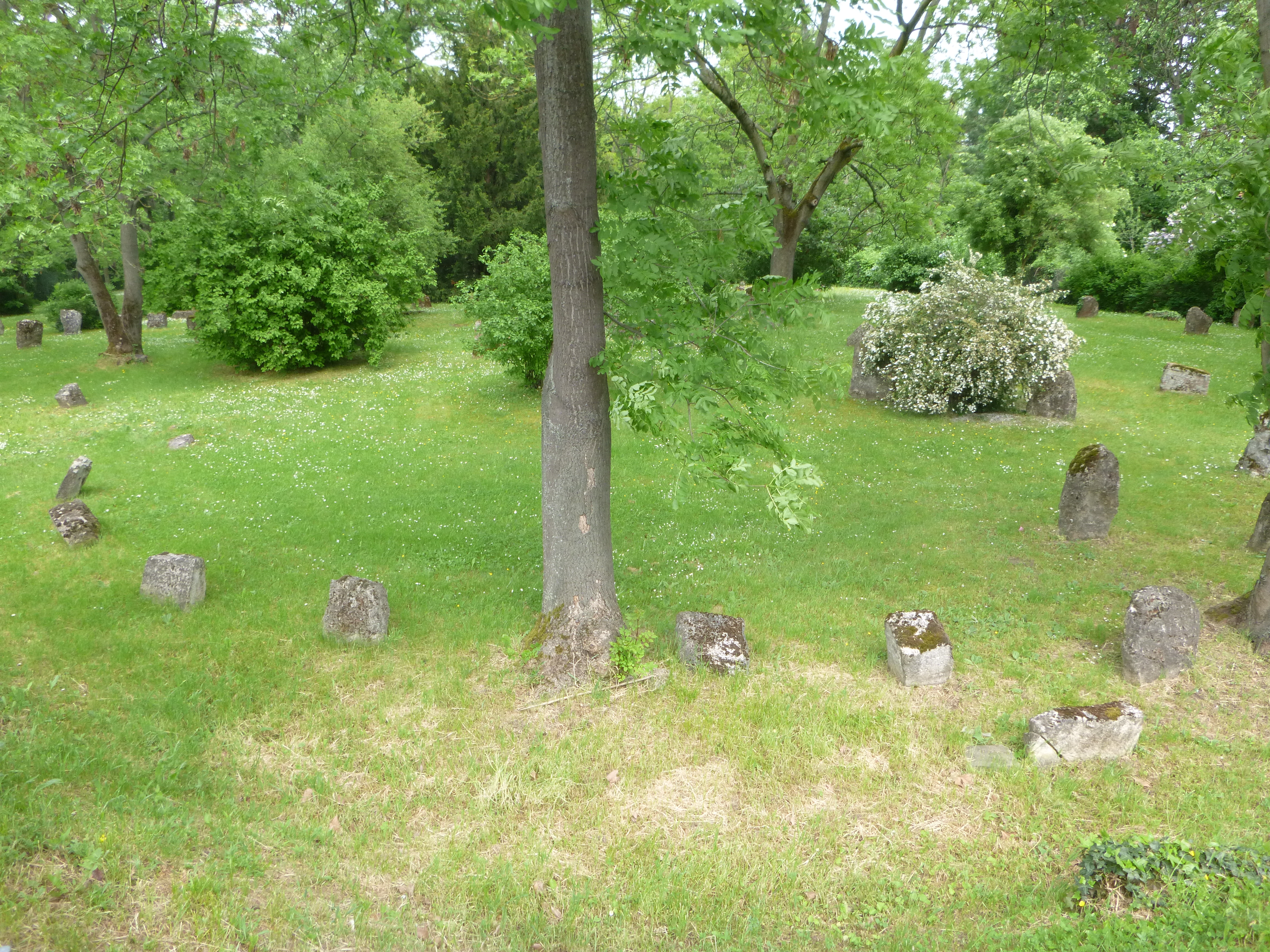
Denkmalfriedhof
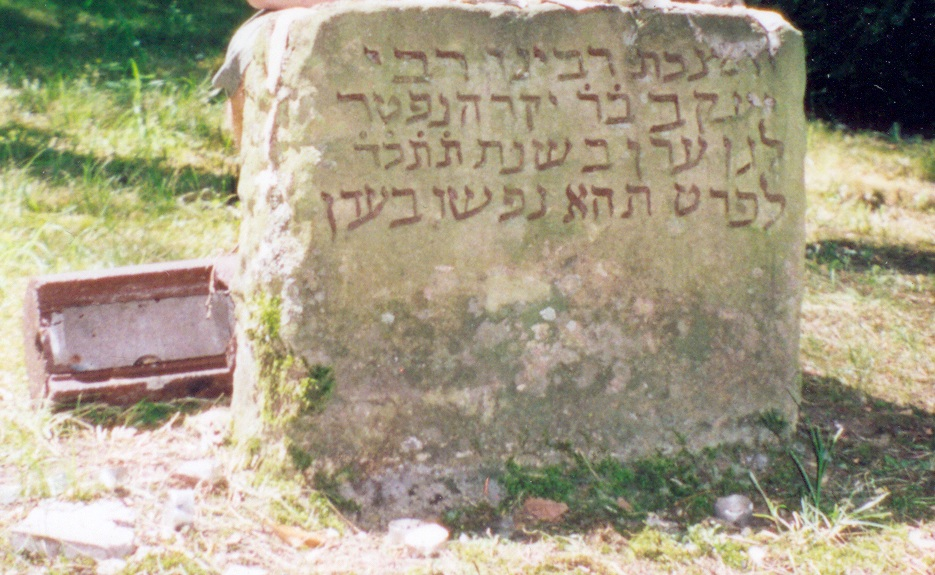
Mazewa des Jakob ben Jakar
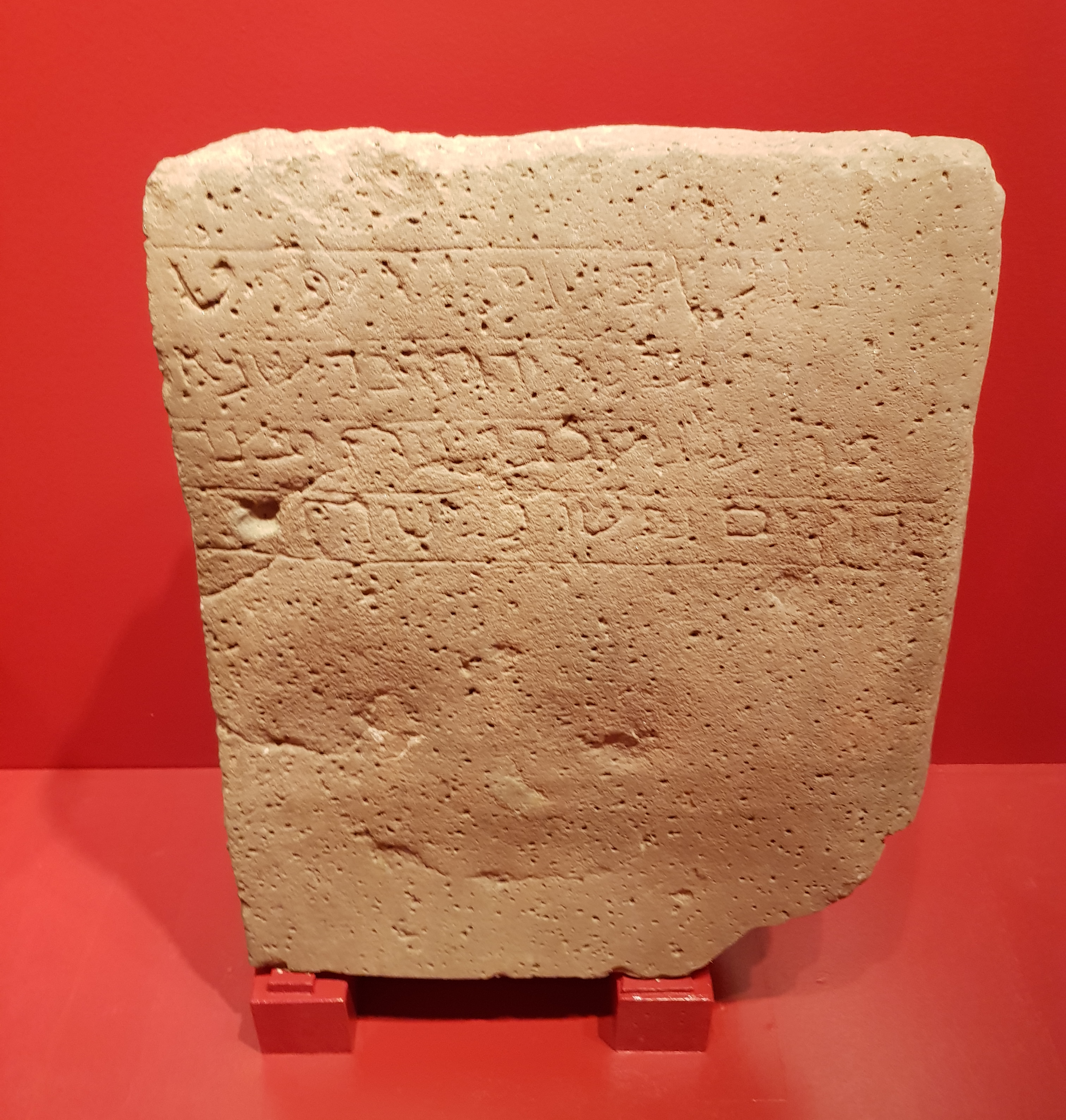
Grabstein des Jehuda, gestorben 1049.

### Sonstige Sehenswürdigkeiten
- Neue Synagoge Mainz, von 2010